# Cob (material)

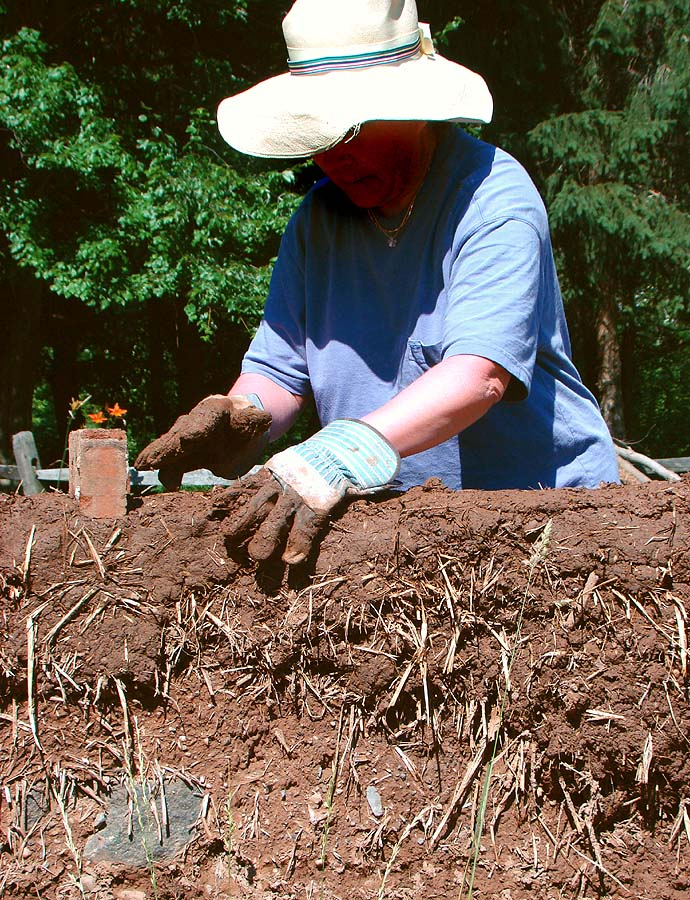
Construcció d'una paret exterior amb cob

El cob, cobb, o clom a Gal·les, és un terme anglès testificat al voltant de l'any 1600 per anomenar un antic material natural de construcció fet de subsòl, aigua, material orgànic fibrós (típicament palla) i de vegades calç. El contingut del subsòl varia naturalment, i si no conté la barreja adequada, es pot modificar amb sorra o argila. El cob és resistent a la ignició, resistent a l'activitat sísmica, i de baix cost. Es pot utilitzar per crear formes artístiques i escultòriques, i el seu ús ha estat revitalitzat per la bioconstrucció i moviments de sostenibilitat.
En documents tècnics de construcció i enginyeria, com el Codi Uniforme de Construcció dels Estats Units, es pot fer referència al cob com una «maçoneria d'argila no cuita» quan s'utilitza en un context estructural. També se'l pot trobar referit com un «agregat» en contextos no estructurals, com un «agregat d'argila i sorra» o simplement com un «agregat orgànic», com quan el cob s'ha fet servir com a farciment aïllant en l'entramat de fusta d'una construcció.

## Història i característiques

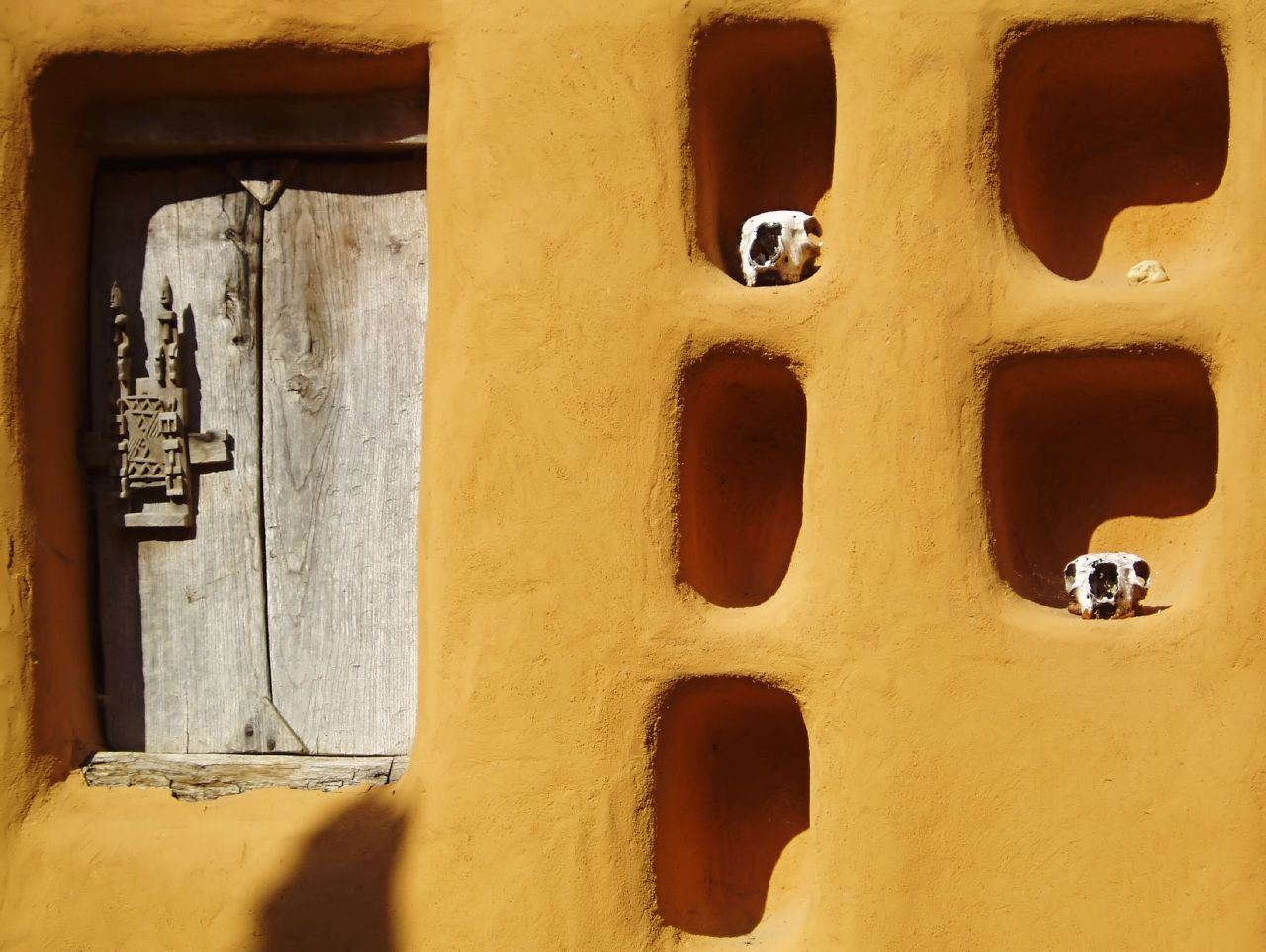
Detall d'una paret d'una casa feta amb cob, a Mali

El cob és un material de construcció utilitzat des de la prehistòria, ha coexistit amb la tova i la tàpia des d'almenys els inicis del Neolític —entre 10.000 a 8.000 anys aC—, i ha estat utilitzat per algunes poblacions humanes sedentàries. Les estructures de cob es poden trobar en zones molt distants entre si, diverses cultures i els climes més diversos. Algunes de les estructures més antigues d'aquest material construïdes per l'home a l'Afganistan estan formades per terra argilosa piconada i cob, i el cob treballat (tabya) utilitzat al Magrib i l'Àndalus els segles xi i xii, va ser descrit acuradament per Ibn Khaldun el segle xiv. A l'Àfrica i a l'Orient Mitjà tanmateix es poden trobar molts edificis antics de cob, i diverses de cabanes d'aquest material es conserven a Nova Zelanda des de mitjans del segle xix.

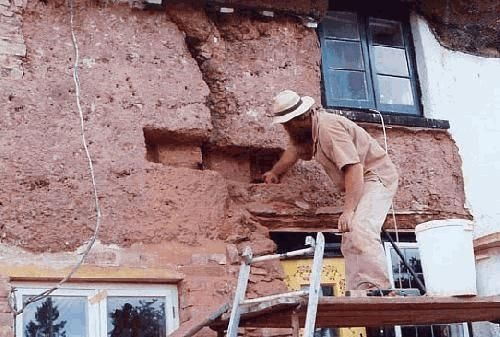
Treballs de reparació en una antiga casa tradicional de cob a Devon (Anglaterra)

En general, la construcció amb cob és més pròpia de climes humits, mentre que la tècnica de la tova i la tàpia és característica de climes més secs i assolellats. Això es conseqüència de les dificultats per assecar els maons en climes més plujosos. Tradicionalment el cob és una barreja d'argila (i, a vegades, sorra), amb palla i aigua, aixecada sobre fonaments excavats, preferentment sobre un sòl amb subsòl rocós. Per homogeneïtzar i compactar la barreja s'utilitzaven bous que la trepitjaven (pràctica anomenada cobbing). Posteriorment, quan la massa prenia la suficient consistència i homogeneïtat, els treballadors anaven alçant i modelant les parets. L'elevació de les parets progressava segons el temps de preassecat de la barreja: si estava massa humida no servia; si estava massa seca tampoc, havia de tenir una consistència modelable encara que no deliqüescent. Després de l'assecat i consolidació de les parets, el pas següent era «ajustar» les parets als elements estructurals bàsics, com brancals i llindes amb les que es realitzaven les portes o a d'altres elements de consolidació. Les parets de les cases antigues de cob tenien uns 60 cm de gruix, fet que els conferia un alt valor d'aïllament tèrmic i facilitava que les temperatures en els interiors es mantinguessin força estables: a l'estiu o durant els dies càlids bastant fresques, i càlides en els dies freds. Tot i que no era indispensable, al cob se li podia donar un acabat arrebossat amb calç, segons els costums tradicionals, i les seves característiques també permetien realitzar fàcilment relleus artístics a les parets, sempre que aquests no fossin baixos relleus molt profunds que poguessin debilitar l'estructura.